# Ismael Ortiz
Ismael Jafet Ortiz Zúñiga (Panamá, Panamá, 22 de octubre de 1982) es un nadador olímpico panameño. Participó en los Juegos Olímpicos de 2004 en Atenas, en la prueba de 100 metros estilo libre de los hombres. Su tiempo de calentamiento fue de 51,74 segundos, que no fue suficiente para avanzar a las semifinales. Ortiz también representó a su país natal en los Campeonatos Mundiales (a largo del curso) en 2001 y 2003.

## Carrera
A pesar de la clasificación para representar a Panamá en los Juegos Olímpicos de 2008 con un tiempo de 23,00 segundos a continuación, las circunstancias políticas internas le impidieron competir en los juegos, haciendo una pequeña protesta pública en su país de origen.
Nadó por la Universidad de los EE. UU. Drury 2005-2007. Se graduó con una licenciatura en Bellas Artes en 2008, y actualmente da clases de natación juvenil en Miami.